# Robert Graves
Robert von Ranke Graves (znan tudi kot Robert Ranke Graves), angleški pesnik, prevajalec in pisatelj, * 24. julij 1895, Wimbledon, London, Anglija, † 7. december 1985, Deià, Majorka, Španija.
Specializiral se je za področje antične Grčije in Rima. V devetdesetih letih svojega življenja je ustvaril 140 del. Gravesova poezija, skupaj z njegovimi prevodi, analizami in interpretacijami grških mitov ter njegovo delo, napisano na podlagi njegovih izkušenj v prvi svetovni vojni Good-Bye to All That, je še vedno v tisku.
Preživljal se je s pisanjem popularnih zgodovinskih romanov, izmed katerih so najbolj znani I, Claudius, King Jesus, The Golden Fleece, in Count Belisarius. Bil je tudi zelo pomemben prevajalec klasičnih latinskih in antičnih grških besedil, ki ostajajo popularna še danes, predvsem zaradi jasnega načina pisanja in zanimivega stila. 
Graves je leta 1934 dobil nagrado James Tail Memorial Prize za njegovi deli I, Claudius in Claudius the God.
Leta 1955 je izdal knjigo The Greek Myths, ki je vsebovala prevode in interpretacije. Njegovi prevodi so zelo cenjeni in so še vedno med najbolj branimi angleškimi mitološkimi prevodi. Zaradi njegovih nenavadnih interpretacij mitov pa klasični filologi njegovih prevodov ne upoštevajo.

## Zgodnje življenje
Graves se je rodil v Wimbeldonu v južnem Londonu. Bil je tretji otrok Alfreda Percevala Gravesa (1846-1931), ki je bil po poklicu šolski inšpekor in je tudi sam literarno ustvarjal; je avtor znane angleške pesmi Father O'Flynn. Njegova mati, Amalie von Ranke, je bila očetova druga žena, ki je bila članica nemške plemiške družine in najstarejša hčerka Heinricha Rankeja. 

## Smrt
V sedemdesetih letih dvajsetega stoletja je Robert Graves začel zgubljati spomin in po svojem osemdesetem rojstnem dnevu je prenehal z literarnim ustvarjanjem. Do takrat je izdal več kot 140 del. Umrl je 7. decembra 1985 v devetdesetem letu starosti.